# Primera División 2019-2020 (calcio a 5)
La Primera División 2019-2020 è la 31ª edizione del massimo torneo di calcio a 5 spagnolo. La stagione regolare è iniziata il 13 settembre 2019 e si è conclusa l'11 marzo 2020 a causa della pandemia di COVID-19, decidendo però di riprendere il 23 giugno direttamente con la disputa dei play-off in gara unica. Per quanto riguarda la composizione dell'organico della stagione seguente, sono state annullate le due retrocessioni previste.

## Stagione regolare

### Classifica
|  | Pos. | Squadra        | Pt | G  | V  | N | P  | GF  | GS | DR  |
|  | ---- | -------------- | -- | -- | -- | - | -- | --- | -- | --- |
|  | 1.   | Inter          | 56 | 23 | 18 | 2 | 3  | 96  | 51 | +45 |
|  | 2.   | Barcellona     | 54 | 23 | 17 | 3 | 3  | 107 | 60 | +47 |
|  | 3.   | Valdepeñas     | 45 | 23 | 13 | 6 | 4  | 81  | 61 | +20 |
|  | 4.   | ElPozo Murcia  | 44 | 23 | 14 | 2 | 7  | 75  | 54 | +21 |
|  | 5.   | Palma          | 43 | 23 | 13 | 4 | 6  | 64  | 38 | +26 |
|  | 6.   | Xota           | 39 | 23 | 12 | 3 | 8  | 83  | 67 | +16 |
|  | 7.   | Levante        | 34 | 23 | 9  | 7 | 7  | 82  | 77 | +5  |
|  | 8.   | Jaén           | 33 | 23 | 10 | 3 | 10 | 66  | 70 | -4  |
|  | 9.   | Cartagena      | 27 | 23 | 7  | 6 | 10 | 67  | 74 | -7  |
|  | 10.  | O Parrulo      | 26 | 23 | 7  | 5 | 11 | 68  | 81 | -13 |
|  | 11.  | Peñíscola      | 26 | 23 | 7  | 5 | 11 | 70  | 72 | -2  |
|  | 12.  | SC García      | 25 | 23 | 6  | 7 | 10 | 61  | 83 | -22 |
|  | 13.  | Ribera Navarra | 19 | 23 | 5  | 4 | 14 | 52  | 76 | -24 |
|  | 14.  | Córdoba        | 17 | 23 | 4  | 5 | 14 | 51  | 89 | -38 |
|  | 15.  | S10 Saragozza  | 15 | 23 | 3  | 6 | 14 | 63  | 86 | -23 |
|  | 16.  | Burela         | 13 | 23 | 3  | 4 | 16 | 40  | 87 | -47 |

### Verdetti
- Inter campione di Spagna 2019-2020.
- Inter e Barcellona qualificati alla UEFA Futsal Champions League 2020-2021.

## Play-off
La fase finale, disputata presso il Palacio de Deportes José María Martín Carpena di Malaga dal 23 al 30 giugno 2020, prevede gare a eliminazione diretta di sola andata. Qualora, alla fine dei tempi regolamentari, le gare si concludano con un risultato di parità, risulterà vincente la squadra meglio classificata durante la stagione regolare.

### Tabellone
|  | Quarti di finale | Quarti di finale | Quarti di finale |            |               | Semifinali | Semifinali | Semifinali |  |  | Finale | Finale | Finale |
|  |                  |                  |                  |            |               |            |            |            |  |  |        |        |        |
|  | 1                | Inter            | 3                |            |               |            |            |            |  |  |        |        |        |
|  | 8                | Jaén             | 1                |            |               |            |            |            |  |  |        |        |        |
|  | 8                | Jaén             | 1                |            | 1             | Inter      | 3          |            |  |  |        |        |        |
|  |                  |                  |                  |            | 1             | Inter      | 3          |            |  |  |        |        |        |
|  |                  | 5                | Palma            | 1          |               |            |            |            |  |  |        |        |        |
|  | 4                | 5                | Palma            | 1          | ElPozo Murcia | 2          |            |            |  |  |        |        |        |
|  | 4                |                  |                  |            | ElPozo Murcia | 2          |            |            |  |  |        |        |        |
|  | 5                | Palma            | 3                |            |               |            |            |            |  |  |        |        |        |
|  |                  |                  |                  |            |               |            |            |            |  |  | 1      | Inter  | 3      |
|  |                  |                  | 3                | Valdepeñas | 3             |            |            |            |  |  |        |        |        |
|  | 2                | Barcellona       | 2                |            |               |            |            |            |  |  |        |        |        |
|  | 7                | Levante          | 3                |            |               |            |            |            |  |  |        |        |        |
|  | 7                | Levante          | 3                |            | 7             | Levante    | 2          |            |  |  |        |        |        |
|  |                  |                  |                  |            | 7             | Levante    | 2          |            |  |  |        |        |        |
|  |                  | 3                | Valdepeñas       | 5          |               |            |            |            |  |  |        |        |        |
|  | 3                | 3                | Valdepeñas       | 5          | Valdepeñas    | 4          |            |            |  |  |        |        |        |
|  | 3                |                  |                  |            | Valdepeñas    | 4          |            |            |  |  |        |        |        |
|  | 6                | Xota             | 4                |            |               |            |            |            |  |  |        |        |        |

### Quarti di finale
| Arbitri: | Aitor Felipe Madorrán David Urdánoz Apezteguía |

|                                 |           |                     |
| Elisandro 32’ Raya 36’ Bebe 40’ | Marcatori | 31’ (t.l.) Carlitos |

| Arbitri: | Israel Martinez Segovia Carlos Munez Carpintero |

|                         |           |                                                  |
| Lozano 8’ Shiraishi 30’ | Marcatori | 32’ (rig.) Toro 38’ (t.l.) Cuzzolino 40’ Morales |

| Arbitri: | Alejandro Martínez Flores Javier Moreno Reina |

|                                                       |           |                                            |
| Bynho 36’ (aut.) J. Ruiz 37’ Prestjord 39’ Cainan 40’ | Marcatori | 11’ R. Martil 15’, 22’ E. Martel 17’ Bynho |

| Arbitri: | Pedro Antonio Carrillo Arroyo Juan José Cordero Gallardo |

|                          |           |                                        |
| Yepes 38’ Paradynski 40’ | Marcatori | 16’ Vilela 22’ Campos 33’ João Batista |

### Semifinali
| Arbitri: | Pablo Delgado Sastre Carlos Rabadán Sáinz |

|                                |           |          |
| B. Díaz 9’ Bebe 33’ Marlon 40’ | Marcatori | 2’ Tomaz |

| Arbitri: | Pedro Antonio Carrillo Arroyo Juan José Cordero Gallardo |

|                            |           |                                             |
| Toro 16’ (rig.) Rescia 31’ | Marcatori | 5’ Catela 5’, 40’ Rato 20’ Buitre 37’ Chino |

### Finale
| Arbitri: | Aitor Felipe Madorrán David Urdánoz Apezteguía |

|                          |           |                                           |
| Pito 2’, 20’ B. Díaz 19’ | Marcatori | 10’ (rig.) Chino 28’ Cainan 39’ D. Santos |

## Supercoppa di Spagna
La 30ª edizione della competizione ha opposto il Barcellona, vincitore sia del campionato che della Coppa di Spagna, all'ElPozo Murcia, finalista di entrambe le competizioni. Il trofeo è stato assegnato tramite una gara unica disputata sul campo neutro di Guadalajara.
| Arbitri: | Rodrigo Miguel Sánchez Molina |

|                                                         |           |                                       |
| Yepes 2’ (aut.) Marcênio 5’ Esquerdinha 13’ Aicardo 24’ | Marcatori | 19’ Matteus 33’ Pacheco 40’ Alcántara |